# Superleague Formula in 2009
Het Superleague Formula seizoen van 2009 was het tweede Superleague Formula-Wereldkampioenschap-seizoen. De serie krijg dit jaar ook een nieuwe naam, voortaan zou het Superleague Formula by Sonangol gaan heten. Het seizoen begon op 28 juni op het circuit van Magny-Cours en eindigde, na 6 ronden en 1 races, op het circuit van Jarama. Liverpool FC, gerund door Hitech Racing en met de coureur Adrián Vallés, werd dit seizoen kampioen.
De grid telde dit seizoen 18 wagens van 18 verschillende clubs. Beijing Guoan kon dit jaar de titel, die ze in 2008 haalden met de coureur Davide Rigon, niet verdedigen, omdat ze niet meer meededen aan het kampioenschap. Rigon kon wel weer terugkomen op de grid, namelijk uitkomend voor het team van Olympiacos CFP. In Estoril werd María de Villota de eerste vrouw in deze klasse, de meest succesvolle coureur was Sébastien Bourdais, hij werd halverwege het seizoen ontslagen bij het F1 team van Scuderia Toro Rosso. Bourdais beschreef de Superleague als "het beste alternatief voor de F1".

## Teams en coureurs
- Alle teams reden dit seizoen op banden van Michelin.

| Voetbalclub        | Team                                | Nr. | Coureur(s)         | Ronde    |
| ------------------ | ----------------------------------- | --- | ------------------ | -------- |
| Sporting CP        | Zakspeed                            | 2   | Pedro Petiz        | Alle     |
| RSC Anderlecht     | Zakspeed                            | 8   | Yelmer Buurman     | Alle     |
| AC Milan           | Azerti Motorsport                   | 3   | Giorgio Pantano    | Alle     |
| PSV Eindhoven      | Azerti Motorsport                   | 5   | Dominick Muermans  | 1–3      |
| PSV Eindhoven      | Azerti Motorsport                   | 5   | Carlo van Dam      | 4-6      |
| CR Flamengo        | Azerti Motorsport                   | 7   | Enrique Bernoldi   | 4, 6     |
| CR Flamengo        | Azerti Motorsport                   | 7   | Jonathan Kennard   | 5        |
| AS Roma            | Azerti Motorsport                   | 22  | Jonathan Kennard   | 1-3      |
| Galatasaray SK     | Ultimate Motorsport Reid Motorsport | 4   | Duncan Tappy       | 1-2      |
| Galatasaray SK     | Ultimate Motorsport Reid Motorsport | 4   | Scott Mansell      | 3        |
| Galatasaray SK     | Ultimate Motorsport Reid Motorsport | 4   | Ho-Pin Tung        | 4-6      |
| Al Ain FC          | Ultimate Motorsport Reid Motorsport | 6   | Miguel Molina      | 1        |
| Al Ain FC          | Ultimate Motorsport Reid Motorsport | 6   | Esteban Guerrieri  | 2        |
| Sevilla FC         | Ultimate Motorsport Reid Motorsport | 18  | Esteban Guerrieri  | 3        |
| Sevilla FC         | Ultimate Motorsport Reid Motorsport | 18  | Sébastien Bourdais | 4-6      |
| CR Flamengo        | Delta Motorsport/ADR                | 7   | Enrique Bernoldi   | 1–3      |
| Olympiacos CFP     | GU-Racing International             | 9   | Davide Rigon       | 1–3      |
| Olympiacos CFP     | GU-Racing International             | 9   | Esteban Guerrieri  | 4–6      |
| FC Basel 1893      | GU-Racing International             | 10  | Max Wissel         | Alle     |
| SC Corinthians     | Team Astromega                      | 14  | Antônio Pizzonia   | Alle     |
| Atlético Madrid    | Team Astromega                      | 15  | Ho-Pin Tung        | 1-3      |
| Atlético Madrid    | Team Astromega                      | 15  | María de Villota   | 4-6      |
| Rangers FC         | Team Astromega                      | 17  | John Martin        | Alle     |
| Tottenham Hotspur  | Team Astromega                      | 19  | Craig Dolby        | Alle     |
| AS Roma            | Team Astromega                      | 22  | Franck Perera      | 4        |
| AS Roma            | Team Astromega                      | 22  | Julien Jousse      | 5-6      |
| FC Porto           | Hitech Racing                       | 16  | Tristan Gommendy   | 1-3, 5-6 |
| FC Porto           | Hitech Racing                       | 16  | Álvaro Parente     | 4        |
| Liverpool FC       | Hitech Racing                       | 21  | Adrián Vallés      | Alle     |
| FC Midtjylland     | Hitech Racing                       | 24  | Kasper Andersen    | Alle     |
| Olympique Lyonnais | Barazi-Epsilon                      | 69  | Nelson Panciatici  | Alle     |

- Geen nummer 1, omdat de kampioen niet meer meedoet.
- Geen nummer 13 (bijgeloof).
- Al Ain FC werd na race 2 veranderd naar Sevilla FC.

### Test/reserve coureurs
| Coureur           | Coureur            |
| ----------------- | ------------------ |
| Marko Asmer       | Greg Mansell       |
| Carlos Gaitán     | Paul Meijer        |
| Bruce Jouanny     | Nelson Philippe    |
| Stamatis Katsimis | Jacques Villeneuve |

## Kalender en resultaten
| Ronde | Ronde | Circuit        | Datum       | Poleposition                              | Snelste ronde                             | Winnende club                             | Winnende team           | Weekend winnaar                                                   |
| ----- | ----- | -------------- | ----------- | ----------------------------------------- | ----------------------------------------- | ----------------------------------------- | ----------------------- | ----------------------------------------------------------------- |
| 1     | R1    | Magny-Cours    | 28 juni     | SC Corinthians Coureur: Antônio Pizzonia  | Tottenham Hotspur Coureur: Craig Dolby    | Liverpool FC Coureur: Adrián Vallés       | Hitech Racing           | Liverpool FC Coureur: Adrián Vallés (van resultaat Race 3)        |
| 1     | R2    | Magny-Cours    | 28 juni     |                                           | SC Corinthians Coureur: Antônio Pizzonia  | AC Milan Coureur: Giorgio Pantano         | Azerti Motorsport       | Liverpool FC Coureur: Adrián Vallés (van resultaat Race 3)        |
| 2     | R1    | Zolder         | 19 juli     | FC Midtjylland Coureur: Kasper Andersen   | FC Basel 1893 Coureur: Max Wissel         | Tottenham Hotspur Coureur: Craig Dolby    | Alan Docking Racing     | Liverpool FC Coureur: Adrián Vallés (van totaal aantal punten)    |
| 2     | R2    | Zolder         | 19 juli     |                                           | Tottenham Hotspur Coureur: Craig Dolby    | Al Ain FC Coureur: Esteban Guerrieri      | Ultimate Motorsport     | Liverpool FC Coureur: Adrián Vallés (van totaal aantal punten)    |
| 3     | R1    | Donington Park | 2 augustus  | SC Corinthians Coureur: Antônio Pizzonia  | FC Basel 1893 Coureur: Max Wissel         | FC Basel 1893 Coureur: Max Wissel         | GU-Racing International | Rangers FC Coureur: John Martin (van resultaat Race 3)            |
| 3     | R2    | Donington Park | 2 augustus  |                                           | SC Corinthians Coureur: Antônio Pizzonia  | FC Porto Coureur: Tristan Gommendy        | Hitech Racing           | Rangers FC Coureur: John Martin (van resultaat Race 3)            |
| 4     | R1    | Estoril        | 6 september | SC Corinthians Coureur: Antônio Pizzonia  | RSC Anderlecht Coureur: Yelmer Buurman    | Olympiacos CFP Coureur: Esteban Guerrieri | GU-Racing International | Sevilla FC Coureur: Sébastien Bourdais (van resultaat Race 3)     |
| 4     | R2    | Estoril        | 6 september |                                           | FC Basel 1893 Coureur: Max Wissel         | FC Porto Coureur: Álvaro Parente          | Hitech Racing           | Sevilla FC Coureur: Sébastien Bourdais (van resultaat Race 3)     |
| 5     | R1    | Monza          | 4 oktober   | Olympiacos CFP Coureur: Esteban Guerrieri | SC Corinthians Coureur: Antônio Pizzonia  | Sevilla FC Coureur: Sébastien Bourdais    | Reid Motorsport         | Sevilla FC Coureur: Sébastien Bourdais (van totaal aantal punten) |
| 5     | R2    | Monza          | 4 oktober   |                                           | Olympiacos CFP Coureur: Esteban Guerrieri | Sporting CP Coureur: Pedro Petiz          | Zakspeed                | Sevilla FC Coureur: Sébastien Bourdais (van totaal aantal punten) |
| 6     | R1    | Jarama         | 8 november  | Sevilla FC Coureur: Sébastien Bourdais    | RSC Anderlecht Coureur: Yelmer Buurman    | RSC Anderlecht Coureur: Yelmer Buurman    | Zakspeed                | RSC Anderlecht Coureur: Yelmer Buurman (van resultaat Race 3)     |
| 6     | R2    | Jarama         | 8 november  |                                           | FC Porto Coureur: Tristan Gommendy        | Galatasaray SK Coureur: Ho-Pin Tung       | Reid Motorsport         | RSC Anderlecht Coureur: Yelmer Buurman (van resultaat Race 3)     |

- Race 2 wordt altijd gestart met de omgekeerde volgorde van de uitslag van race 1.